# Carlos Barretto
Carlos Barretto (* 18. Juli 1957 in Estoril als Carlos António Barreto de Andrade Amaro) ist ein portugiesischer Musiker (Kontrabass, Komposition) des Creative Jazz, der auch als bildender Künstler tätig ist.

## Leben und Wirken
Barretto begann achtjährig damit, Klavier und Gitarre zu lernen. Später wechselte er zum Kontrabass. Seit 1979 studierte er am Conservatório Nacional de Lisboa Kontrabass und Piano und spielte in dieser Zeit in den lokalen Clubs. 1982 setzte er seine Studien in Wien an der Hochschule für Musik und darstellende Kunst bei Ludwig Streicher fort und sammelte Erfahrungen in der Zusammenarbeit mit Fritz Pauer, Joris Dudli und Christian Radovan. 1984 ließ er sich in Paris nieder, wo er Steve Grossman, Steve Lacy, Steve Potts, Barry Altschul, Aldo Romano, Hal Singer oder Alain Jean-Marie begleitete. Mit Horace Parlan, Tony Scott, Lee Konitz, Glenn Ferris, Siegfried Kessler und John Betsch trat er auch auf Festivals auf.
1993 kehrte er nach Portugal zurück, wo er mit seinem international besetzten Quintett auftrat (Impressões, 1994). In den 1990er Jahren begleitete er auch Art Farmer, Brad Mehldau, Kirk Lightsey, Don Moye, Gary Bartz und Joe Chambers.
Dann bildete das Trio Lokomotiv mit dem Gitarristen Mário Delgado und dem Schlagzeuger José Salgueiro, das Suite da Terra (1998) und weitere Alben einspielte, dabei teilweise auch durch weitere Musiker wie Louis Sclavis oder François Corneloup erweitert wurde. Auch gehörte er zu den Gruppen von Afonso Pais, Carlos Martins und Bernardo Sassetti, mit dem er drei Alben einspielte. Er ist weiterhin auf Aufnahmen von Mal Waldron, George Cables, Bob Sands, Ethan Winogrand, Mário Delgado, Afonso Pais oder Carlos Martins zu hören. Nach Tom Lord ist er an 17 Aufnahmen zwischen 1989 und 2010 beteiligt.

## Diskografische Hinweise
- Impressões (Groove/Movieplay, 1994, mit François Théberge, Perico Sambeat, Bernardo Sassetti, Mário Barreiros)
- Going up (Challenge, 1996)
- Suite da Terra (Bab/Dargil, 1998)
- Olhar (Up Beat, 1999, mit Bernardo Sassetti, Mário Barreiros, Perico Sambeat)
- Silêncios (Foco Musical, 2000)
- Radio Song (CBTM/Clean Feed, 2002, mit Mário Delgado, José Salgueiro, Louis Sclavis)
- Solo Pictórico (CBTM, 2002)
- Lokomotiv (Clean Feed, 2003, mit Mário Delgado, José Salgueiro, François Corneloup), mit dem Prémio Carlos Paredes ausgezeichnet.
- Labirintos (Clean Feed, 2010, mit Mário Delgado, José Salgueiro)